# Wahlkreis Neukölln 1
Der Wahlkreis Neukölln 1 ist ein Abgeordnetenhauswahlkreis im Nordosten des Ortsteils Neukölln. Er gehört zum Wahlkreisverband Neukölln und umfasst das Gebiet östlich der Linie Karl-Marx-Straße/Weichselstraße/Donaustraße bis zur Treptower Straße und entlang der Sonnenallee innerhalb der Berliner Ringbahn.
Der Wahlkreis erhielt zur Abgeordnetenhauswahl 2016 einen neuen verkleinerten Zuschnitt. Bis zur Abgeordnetenhauswahl 2011 gehörte auch der Richardkiez zum Wahlkreis.

## Abgeordnetenhauswahl 2023
Bei der Wahl zum Abgeordnetenhaus von Berlin 2023 traten folgende Kandidaten an:
| Name                              | Partei           | Anteil der Erststimmen | Anteil der Zweitstimmen |
| --------------------------------- | ---------------- | ---------------------- | ----------------------- |
| André Schulze                     | Grüne            | 35,1 %                 | 35,4 %                  |
| Lucy Redler                       | Die Linke        | 26,3 %                 | 24,8 %                  |
| Timo Schramm                      | SPD              | 14,9 %                 | 14,4 %                  |
| Sabine Güldner                    | CDU              | 10,7 %                 | 10,3 %                  |
| Peter Wüstenberg                  | AfD              | 03,4 %                 | 03,4 %                  |
| Philipp Kottsiepe                 | Die PARTEI       | 03,2 %                 | 02,5 %                  |
| Ishai Rosenbaum                   | Tierschutzpartei | 02,2 %                 | 01,7 %                  |
| Edwin Greve                       | du.              | 01,9 %                 | 00,6 %                  |
| Roland Leppek                     | FDP              | 01,6 %                 | 01,8 %                  |
| Andreas Knopp                     | dieBasis         | 00,8 %                 | 00,6 %                  |
| –                                 | Sonstige         | –                      | 04,5 %                  |
| Wahlberechtigte: 31.347 Einwohner |                  |                        |                         |
| Wahlbeteiligung: 60,9 %           |                  |                        |                         |

## Abgeordnetenhauswahl 2021
Bei der Wahl zum Abgeordnetenhaus von Berlin 2021 traten folgende Kandidaten an:
| Name                              | Partei            | Anteil der Erststimmen | Anteil der Zweitstimmen |
| --------------------------------- | ----------------- | ---------------------- | ----------------------- |
| André Schulze                     | Grüne             | 33,8 %                 | 32,1 %                  |
| Lucy Redler                       | Die Linke         | 26,6 %                 | 26,4 %                  |
| Timo Schramm                      | SPD               | 18,4 %                 | 16,9 %                  |
| Sabine Güldner                    | CDU               | 06,4 %                 | 05,6 %                  |
| Philipp Kottsiepe                 | Die PARTEI        | 03,1 %                 | 02,5 %                  |
| Peter Wüstenberg                  | AfD               | 03,1 %                 | 03,0 %                  |
| Roland Leppek                     | FDP               | 02,8 %                 | 02,7 %                  |
| Ishai Rosenbaum                   | Tierschutzpartei  | 02,3 %                 | 01,3 %                  |
| Edwin Greve                       | du.               | 01,8 %                 | 00,6 %                  |
| Andreas Knopp                     | dieBasis          | 01,7 %                 | 01,4 %                  |
| –                                 | Team Todenhöfer   | –                      | 02,1 %                  |
| –                                 | Klimaliste Berlin | –                      | 01,2 %                  |
| –                                 | Volt              | –                      | 01,2 %                  |
| –                                 | Sonstige          | –                      | 03,0 %                  |
| Wahlberechtigte: 31.778 Einwohner |                   |                        |                         |
| Wahlbeteiligung: 75,0 %           |                   |                        |                         |

## Abgeordnetenhauswahl 2016
Bei der Wahl zum Abgeordnetenhaus von Berlin 2016 traten folgende Kandidaten an:
| Name                              | Partei           | Anteil der Erststimmen | Anteil der Zweitstimmen |
| --------------------------------- | ---------------- | ---------------------- | ----------------------- |
| Anja Kofbinger                    | Grüne            | 31,8 %                 | 30,5 %                  |
| Nicola Böcker-Giannini            | SPD              | 22,2 %                 | 18,3 %                  |
| Sarah Moayeri                     | Die Linke        | 21,2 %                 | 23,5 %                  |
| Nicole Bülck                      | CDU              | 07,2 %                 | 06,9 %                  |
| Jörg Kapitän                      | AfD              | 06,7 %                 | 06,6 %                  |
| Kawus Kalantar Hormozi            | Die PARTEI       | 04,6 %                 | 04,6 %                  |
| Jessica Zinn                      | Piraten          | 03,2 %                 | 03,1 %                  |
| Roland Leppek                     | FDP              | 02,4 %                 | 02,9 %                  |
| Jöran Mandik                      | Einzelbewerber   | 00,4 %                 | 0–                      |
| Werner Elschner                   | NPD              | 00,3 %                 | 00,3 %                  |
| –                                 | Tierschutzpartei | 0–                     | 01,6 %                  |
| –                                 | Sonstige         | 0–                     | 01,7 %                  |
| Wahlberechtigte: 28.400 Einwohner |                  |                        |                         |
| Wahlbeteiligung: 64,8 %           |                  |                        |                         |

## Abgeordnetenhauswahl 2011
Bei der Wahl zum Abgeordnetenhaus von Berlin 2011 traten folgende Kandidaten an:
| Name                              | Partei           | Anteil der Erststimmen | Anteil der Zweitstimmen |
| --------------------------------- | ---------------- | ---------------------- | ----------------------- |
| Anja Kofbinger                    | Grüne            | 32,7 %                 | 32,0 %                  |
| Kirsten Flesch                    | SPD              | 25,6 %                 | 22,5 %                  |
| Benjamin Meyer                    | Piraten          | 12,8 %                 | 14,7 %                  |
| Michael Freiberg                  | CDU              | 11,1 %                 | 10,9 %                  |
| Gülayasan Karaaslan               | Die Linke        | 08,8 %                 | 08,8 %                  |
| Martin Sonneborn                  | Die PARTEI       | 03,1 %                 | 02,8 %                  |
| ?                                 | BIG              | 01,9 %                 | 01,8 %                  |
| ?                                 | NPD              | 01,7 %                 | 01,6 %                  |
| Roland Leppek                     | FDP              | 00,9 %                 | 01,0 %                  |
| ?                                 | pro Deutschland  | 00,9 %                 | 00,7 %                  |
| ?                                 | Freie Wähler     | 00,3 %                 | –                       |
| –                                 | Tierschutzpartei | –                      | 01,5 %                  |
| –                                 | Sonstige         | –                      | 01,7 %                  |
| Wahlberechtigte: 36.699 Einwohner |                  |                        |                         |
| Wahlbeteiligung: 56,3 %           |                  |                        |                         |

## Abgeordnetenhauswahl 2006
Bei der Wahl zum Abgeordnetenhaus von Berlin 2006 traten folgende Kandidaten an:
| Name                              | Partei     | Anteil der Erststimmen |
| --------------------------------- | ---------- | ---------------------- |
| Kirsten Flesch                    | SPD        | 38,2 %                 |
| Gabriele Vonnekold                | Grüne      | 22,3 %                 |
| Michael Freiberg                  | CDU        | 18,1 %                 |
| Nabil Rachid                      | Die Linke  | 10,9 %                 |
| Michael Unterberger               | FDP        | 05,7 %                 |
| Annette Schuler                   | Die PARTEI | 04,8 %                 |
| Wahlberechtigte: 33.568 Einwohner |            |                        |
| Wahlbeteiligung: 50,2 %           |            |                        |

## Bisherige Abgeordnete
Direkt gewählte Abgeordnete des Wahlkreises Neukölln 1 waren bis heute:
| Jahr | Name            | Partei | Anteil der Erststimmen |
| ---- | --------------- | ------ | ---------------------- |
| 2021 | André Schulze   | Grüne  | 35,1 %                 |
| 2021 | André Schulze   | Grüne  | 33,8 %                 |
| 2016 | Anja Kofbinger  | Grüne  | 31,8 %                 |
| 2011 | Anja Kofbinger  | Grüne  | 32,8 %                 |
| 2006 | Kirsten Flesch  | SPD    | 38,2 %                 |
| 2001 | Kirsten Flesch  | SPD    | 38,9 %                 |
| 1999 | Winfried Werner | CDU    | 41,1 %                 |
| 1995 | Winfried Werner | CDU    | 32,8 %                 |
| 1990 | Joachim Weitzel | CDU    | 41,7 %                 |